# Down and Out in Paris and London (album)
Down and Out in Paris and London is het achtste muziekalbum (vijfe studioalbum) van de muziekgroep The Tangent. 

## Inleiding
De personele samenstelling van de muziekgroep is vanaf het begin onderhevig geweest aan wijzigingen. Bij dit album is dat extreem het geval; de Zweden, die vanaf het begin deel hebben uitgemaakt van de band zijn vertrokken; zij hadden het te druk met hun eigen band Beardfish. Daarom speelde Tillison op dit album ook de overigens niet al te ingewikkelde gitaarpartijen. Het drumstel werd beroerd door drummer Paul Burgess, rockdrummer van 10cc, Camel en Jethro Tull; hij bleek een tussenpaus. Voor Tillison en Manning speelde een oud-collega mee: Jonathan Barrett uit Parallel or 90 Degrees.
De opnamen van het album vielen samen met de opnamen van de andere band van Tillison: Parallel or 90 Degrees met hun album Jitters. Voorts vielen de opnamen in een tijd, dat het platenlabel SPV, baas van InsideOut Music, in een financiële crisis zat. Fans konden het album vooruit bestellen in een deal met Jitters, fanalbum A Place on the Shelf en een bonustrack op de compact disc. De namen van de eerste inleggers werden naar goed gebruik in het boekwerkje verwerkt.  

## Musici
The Tangent:
- Andy Tillison – toetsinstrumenten, gitaar en zang
- Guy Manning – akoestische gitaar en zang
- Jonathan Barrett – basgitaar
- Paul Burgess – slagwerk
- Theo Travis – saxofoon en dwarsfluit

Gast:
- Jakko Jakszyk – eerste gitaar op Perdu dans Paris (verloren in Parijs).

## Muziek
Allen door Tillison

| Nr. | Titel | Duur  |
| --- | --- | ----- |
| 1.  | Where are they now? (Prologue; The losing game; Europe by Ebay; Watershed; And the lads grow up; Earnest in the testhome; Another earnest on the sorpe dam; Find good) | 19:10 |
| 2.  | Paroxetine - 20mg | 7:47  |
| 3.  | Down and out 1 : Perdu dans Paris | 11:47 |
| 4.  | Down and out 2: The company car | 6:23  |
| 5.  | Ethanol hat nail (Canterbury sequence vol. 2) | 12:55 |
| 6.  | Everyman's forgotten monday (bonustrack op special edition) | 6:22  |

De titel van het album verwijst al dan niet naar het boek van George Orwell , Down and out in Paris and London. Sommige nummers gaan over Parijs, maar het album draagt de teneur van “aan de grond zitten” conform het Nederlandse gezegde. Tillison was in die periode onder invloed van Le Sacre du Printemps van Igor Stravinsky; het is een klein citaat te horen in de eerste track.